# A6 (Groot-Brittannië)
De A6 is een verkeersweg in Engeland. Het is een van de oudste noord-zuidverbindingen in het land. Het is de op drie na langste genummerde weg in het Verenigd Koninkrijk. Over een grote afstand loopt de weg min of meer parallel aan de M1 en aan de M6, waardoor de weg verkeerstechnisch tegenwoordig minder belangrijk is.
De weg verbindt - van noord naar zuid - Carlisle via Penrith, Kendal, Lancaster, Preston, Chorley, Salford, Manchester, Stockport, Derby, Loughborough, Leicester, Rothwell en Bedford met Luton.

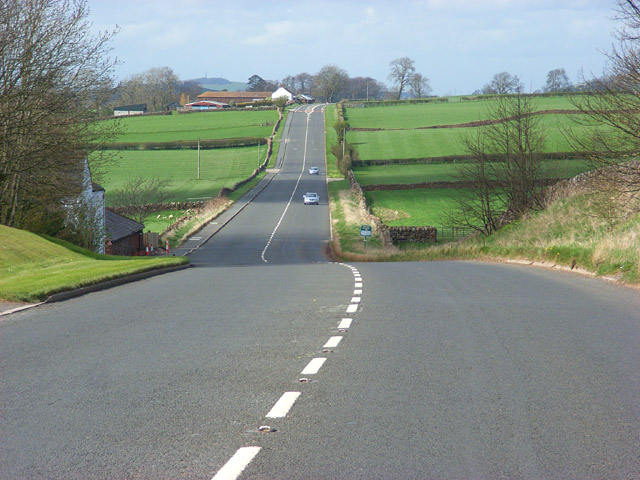
De A6 ter hoogte van Plumpton (Cumbria).

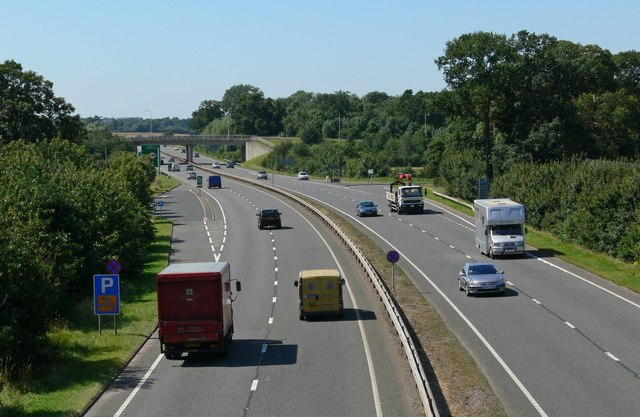
De A6 ter hoogte van Quorn (Leicestershire).

## De A6-moord
Op 22 augustus 1961 vond nabij het dorpje Dorney een carjacking plaats waarbij de 36-jarige wetenschapper Michael Gregsten op de A6 nabij Clophill, Bedfordshire, werd doodgeschoten en zijn vriendin Valerie Storie werd verkracht en voor dood langs de weg achtergelaten, met vijf schotwonden in de schouder en nek. Ze raakte hierdoor verlamd vanaf de nek. Op basis van de getuigenissen van Storie werd de crimineel James Hanratty aangehouden en uiteindelijk tot de doodstraf veroordeeld. Op 4 april 1962 is hij opgehangen. Hij was een van de laatsten die in het Verenigd Koninkrijk de doodstraf heeft gekregen. Jarenlang is er discussie geweest of deze veroordeling terecht was, omdat het bewijs erg zwak was en de verdachte altijd heeft ontkend. In 1998 werd vastgesteld dat Hanratty ten onrechte was veroordeeld, maar in hoger beroep werd uiteindelijk in 2002 op basis van DNA-onderzoek onomstotelijk vastgesteld dat hij wel de dader is geweest.